# Albanien i Junior Eurovision Song Contest
Albanien debuterade i Junior Eurovision Song Contest 2012 och har till och med 2024 deltagit 10 gånger. Landets nationella TV-bolag, Radio Televizioni Shqiptar (RTSH), har sedan starten varit ansvariga för landets uttagande av artist och bidrag.

## Historia
RTSH, landets nationella TV-bolag, meddelade den 14 augusti 2012 att de avsåg tävla i Junior Eurovision Song Contest för första gången, kanske på grund av femteplatsen landet lyckades kamma hem i Eurovision Song Contest i Baku, Azerbajdzjan, tidigare under samma år, då Rona Nishliu sjöng bidraget "Suus". Inför tävlingen i Amsterdam lät RTSH arrangera en nationell uttagning, Junior Fest, för att utse landets första representant i tävlingen. Igzidora Gjeta och hennes bidrag "Kam një këngë vetëm për ju" kammande hem tävlingen och fick därmed representera Albanien i Junior Eurovision Song Contest den 1 december 2012. Väl där lyckades landet inte överträffa den femteplats man nått under Eurovision Song Contest, utan hamnade istället på tolfte plats av tolv deltagande länder. Detta gör Albanien till ett av två länder som slutat sist på första försöket, något även Polen lyckats med.
Trots att ha från början bekräftat sitt deltagande meddelade RTSH den 27 september 2013 sitt avhopp från tävlingen på grund av ekonomiska svårigheter. Efter två års paus valde dock TV-bolaget att återvända till tävlingen 2015, då Mishela Rapo fick äran att representera sitt hemland med bidraget "Dambaje". Efter omröstningen stod det klart att Albanien landat på femte plats av sjutton deltagande länder. Än idag är denna femteplats landets bästa resultat i tävlingshistorien.
Landet har fortsatt sin medverkan i tävlingen sedan comebacken 2015, förutom 2020.

## Resultat
Färgkod
 Vinnare/första plats 
 Andra plats 
 Tredje plats 
 Sista plats 
| År                               | Artist         | Bidrag                                      | Språk                           | Översättning               | Plac. | Poäng |
| -------------------------------- | -------------- | ------------------------------------------- | ------------------------------- | -------------------------- | ----- | ----- |
| 2012                             | Igzidora Gjeta | "Kam një këngë vetëm për ju"                | Albanska                        | Jag skrev en sång till dig | 12    | 35    |
| Deltog inte mellan 2013 och 2014 |                |                                             |                                 |                            |       |       |
| 2015                             | Mishela Rapo   | "Dambaje"                                   | Albanska, engelska, låtsasspråk | -                          | 5     | 93    |
| 2016                             | Klesta Qehaja  | "Besoj"                                     | Albanska, engelska              | Jag tror                   | 13    | 38    |
| 2017                             | Ana Kodra      | "Don't Touch My Tree (Mos ma prekni pemën)" | Albanska, engelska              | Rör inte mitt träd         | 13    | 67    |
| 2018                             | Efi Gjika      | "Barbie"                                    | Albanska, engelska              | -                          | 17    | 44    |
| 2019                             | Isea Çili      | "Mikja ime fëmijëria"                       | Albanska                        | Min barndomsvän            | 17    | 36    |
| Deltog inte 2020                 |                |                                             |                                 |                            |       |       |
| 2021                             | Anna Gjebrea   | "Stand by You"                              | Albanska, engelska              | Finns vid din sida         | 14    | 84    |
| 2022                             | Kejtlin Gjata  | "Pakëz diell (A Bit of Sunlight)"           | Albanska                        | Lite solsken               | 12    | 94    |
| 2023                             | Viola Gjyzeli  | "Bota Ime"                                  | Albanska                        | Min värld                  | 8     | 115   |
| 2024                             | Nikol Çabeli   | "Vallëzoj"                                  | Albanska                        | Dansa                      | 7     | 126   |

## Sändnings– och röstningshistorik

### Kommentatorer och röstavlämnare
Det albanska TV-bolaget, RTSH, har varje år utsätt en kommentator till att förse tittarna med albansk kommentar ovanpå sändningen, och har dessutom valt ut röstavlämnare vars uppdrag är att läsa upp de albanska poängen under omröstningen.
| År   | Kommentator    | Röstavlämnare   |
| ---- | -------------- | --------------- |
| 2012 | Andri Xhahu    | Keida Dervishi  |
| 2013 | Ingen sändning | Ingen medverkan |
| 2014 | Ingen sändning | Ingen medverkan |
| 2015 | Andri Xhahu    | Majda Bejzade   |
| 2016 | Andri Xhahu    | Juna Dizdari    |
| 2017 | Andri Xhahu    | Sabjana Rizvanu |
| 2018 | Andri Xhahu    | Daniil Lazukou  |

### Röstningshistorik
Tabellerna nedan redovisar de fem länder Albanien givit till och tagit emot flest poäng från sedan landets debut i tävlingen fram till landets senaste medverkan, det vill säga 2016. Observera att även de poäng som delades ut under 2016 års upplaga, där varje land hade två jurygrupper som båda gav ut poäng enligt den klassiska poängskalan istället för kombinerad tittar- och juryröstning, är inkluderade.
| Albanien har givit flest poäng till följande länder: | Albanien har givit flest poäng till följande länder: | Albanien har givit flest poäng till följande länder: |
| Plac.                                                | Poäng                                                | Land                                                 |
| ---------------------------------------------------- | ---------------------------------------------------- | ---------------------------------------------------- |
| 1                                                    | 41                                                   | Georgien                                             |
| 2                                                    | 36                                                   | Malta                                                |
| 3                                                    | 32                                                   | Armenien                                             |
| 4                                                    | 30                                                   | Italien                                              |
| 5                                                    | 22                                                   | Makedonien                                           |

| Albanien har tagit emot flest poäng från följande länder: | Albanien har tagit emot flest poäng från följande länder: | Albanien har tagit emot flest poäng från följande länder: |
| Plac.                                                     | Poäng                                                     | Land                                                      |
| --------------------------------------------------------- | --------------------------------------------------------- | --------------------------------------------------------- |
| 1                                                         | 25                                                        | - Italien                                                 |
| 2                                                         | 15                                                        | - Australien                                              |
| 3                                                         | 13                                                        | - Azerbajdzjan - Irland                                   |
| 4                                                         | 11                                                        | - Armenien - Makedonien - Malta - Serbien                 |
| 5                                                         | 10                                                        | - Cypern                                                  |